# Dave Thompson
Dave Thompson (* 4. ledna 1960 Devon) je anglický spisovatel, autor více než stovky titulů, které se z velké části zabývají rockovou a popovou hudbou, ale také filmem, sportem, filatelií, numismatikou a erotikou.
Narodil se v Devonu a v sedmdesátých letech psal a vydával fanzin zabývající se punkrockem. V osmdesátých letech byl zaměstnán společností Northern & Shell podnikatele Richarda Desmonda v London Docklands. Roku 1989 se přestěhoval do Spojených států amerických. Thompson pravidelně psal do časopisů, jako byly Melody Maker, Rolling Stone, Mojo, Q, Goldmine a Record Collector, stejně jako do internetové encyklopedie All Music Guide.
Svou první kniha, která dostala název U2: Stories for Boys (Plexus, 1985), byla první biografií irské skupiny U2. Další knihy pojednávají o skupinách, jako jsou Depeche Mode, Red Hot Chili Peppers, Phish, ZZ Top a Simple Minds. Dále napsal například knihu 'The Psychedelic Furs: Beautiful Chaos o kapele The Psychedelic Furs, a napsal životopisy dalších hudebníků a kapel, mezi něž patří i Kurt Cobain, Deep Purple a Genesis. Thompson se rovněž značně zabýval životem anglického zpěváka Davida Bowieho, napsal o něm knihy: Moonage Daydream (1987) a Hallo Spaceboy (2006), stejně jako z poloviny smyšlenou To Major Tom (2000). Jeho kniha Black and White and Blue: Erotic Cinema from the Victorian Age to the VCR vyšla v roce 2007.